# Kinik (tribu)
Los Kinik (en turco: Kınık, en turcomano: Gynyk, en azerí: Qınıq) era una tribu de turcos oguz.

## Tribus Oguz
Los turcos oguz son una rama de los pueblos túrquicos. Durante la temprana Edad Media, la mayoría de ellos eran nómadas y su estructura política era tribal, siendo unas 22 a 24 tribus. Estuvieron listadas en varios libros medievales con fuentes islámicas que llamaban a los musulmanes oguz como turcomanos por el siglo X. Eran también mencionados en leyenda oguz . Según la mitología, había 24 tribus en dos grupos principales. Cada grupo estuvo representado por tres hermanos y cada hermano se suponía que tenía cuatro hijos. En esta clasificación, la tribu Kınık era descendiente de Deniz Kan, quién a su vez era del grupo de Üçok.
En el siglo XI, Dīwānu l-Luġen al-Turk de Mahmud de Kashgar, Kınık era el primero en la lista. Pero en la lista de Rashid-al-Alboroto Hamadani en el siglo XIII, Kınık es el último. En la lista de tribus turcomanas proporcionadas por Abul-Ghazi, el Kan e historiador del Kanato de Jiva,  en su trabajo Shajara-i Alquitránākima (Genealogía de los turcomanos), la tribu Kınık se menciona como descendientes de Deniz Kan con el nombre de la tribu que significa "honorable"

## Kınık Y el Seljuks
Kınık es históricamente notable porque el Imperio Selyúcida fue fundado por ellos. En el siglo X, el líder de la tribu era Dukak (apodado "Demiryaylı", 'con arco de hierro'). Fue seguido por Seljuk y luego Arslan Yabgu. El Imperio Selyúcida fue fundado por el sobrino de Arslan, Tugril, y su hermano Chagri. Los selyúcidas de Anatolia, una rama de los selyúcidas, fue fundada por Suleiman ibn Kutulmish, nieto de Arslan Yabgu.
El Kan de Jiva e historiador Abu al-Ghazi Bahadur escribió en su obra del siglo XVI, Shajara-i Tarākima: "Cuando los selyúcidas se convirtieron en maestros del mundo musulmán, dijeron:" Somos de la tribu kinik de los turcomanos ", y luego dijeron: "Huimos de Kay Khosrow, el hijo de Afrasiab, y nos convertimos en la tribu Kinik de los turcomanos". Los selyúcidas contaron a sus padres y se detuvieron en Afrasiab después de 35 generaciones, diciendo que eran hijos y descendientes de Afrasiab"

## En Anatolia
La mayor parte de la tribu emigró a Anatolia (Turquía asiática) durante el Imperio selyúcida y durante la invasión mongola en el siglo XIII. En los registros oficiales del Imperio Otomano del siglo XVI, había 81 asentamientos llamados Kınık. Aunque fueron absorbidos en gran parte por las otras tribus oguz, todavía hay muchos asentamientos que llevan el nombre de Kınık. Por ejemplo, en la provincia de Izmir, Kinik (Esmirna) es el nombre de uno de los centros del distrito (ilçe). También hay muchos pueblos. El número total de varias ciudades y asentamientos en Turquía que llevan el nombre tribal de Kinik es 28.

## En Turkmenistán
Los descendientes de la tribu Kinik formaron las tribus Soltanyz y Üçurug, que ahora son subdivisiones de la tribu turcomana de Tekke en Turkmenistán.